# 翁蓋-貝納縣
5°50′S 145°50′E / 5.833°S 145.833°E
翁蓋-貝納縣（英語：Unggai-Benna District），是巴布亞新畿內亞的縣份之一，位於新畿內亞島東部，由東高地省負責管轄，首府設於貝納，面積922平方公里，2011年人口67,125，人口密度每平方公里73人。